# Militair Hospitaal Dr. F.A.C. Dumontier
Het Militair Hospitaal Dr. F.A.C. Dumontier is een ziekenhuis in het stadsressort Munder in de Surinaamse hoofdstad Paramaribo. Het staat aan de Abraham Ph. Samsonstraat, op de hoek met de Flustraat.
Het ziekenhuis werd gebouwd op de plaats waar op dat moment een verouderd gebouw stond voor de verpleging van militairen in de omgeving van het Centraal Hospitaal (tegenwoordig AZP). Op 3 juli 1963 werd een concrete stap gezet met de start van de aanbestedingsprocedure. Het ziekenhuis opende zijn deuren in 1965.
Het hospitaal richt zich op eerstelijns medische zorg voor militair personeel, medewerkers van het ministerie van Defensie en hun familieleden. Naast behandeling richt het zich op revalidatie.
In 2017 ondersteunden het hospitaal en het Nationaal Leger het Mungra Medisch Centrum bij de bouw van poliklinieken in Corneliskondre, Donderskamp, Kalebaskreek en het ressort Kabalebo.
Sinds 2018 heeft het Academisch Ziekenhuis Paramaribo het beheer over het Militair Hospitaal.